# کنوت توره اپلند
کنوت توره اپلند (انگلیسی: Knut Tore Apeland؛ زادهٔ ۱۱ دسامبر ۱۹۶۸) از برندگان مدال‌های بازی‌های المپیک زمستانی و اهل نروژ است.